# Altoona (Alabama)
Altoona – miasto w Stanach Zjednoczonych, w stanie Alabama, w hrabstwie Etowah. W roku 2023 miasto zamieszkiwało 950 osób, a gęstość zaludnienia wynosiła 84,8 osoby/km².